# إطريفلية
الإطريفلية أو نفَل المناقع (الاسم العلمي: Menyanthaceae) هي فصيلة من النباتات تتبع رتبة النجميات من طائفة أحاديات الفلقة.

## أجناس
- الإطريفل
- زهرة الأهوار
- الفيلارسية
- دهنية الأوراق
- كلوية الأوراق